# Ubli (gmina Cetynia)
Ubli (cyr. Убли) – wieś w Czarnogórze, w gminie Cetynia. W 2011 roku liczyła 40 mieszkańców.